# Melanotus omotoensis
Melanotus omotoensis is een keversoort uit de familie kniptorren (Elateridae). De wetenschappelijke naam van de soort is voor het eerst geldig gepubliceerd in 1966 door Ôhira.